# Арсений Каппадокийский
Арсений Каппадокийский (греч. Αρσένιος ο Καππαδόκης, иногда именуется на турецкий лад Хаджи-Эфенди или Хаджыэфендыс, греч. Χατζηεφεντής, в миру Феодор Анницалихос; около 1840, Фарасы, Турецкая империя — 10 ноября 1924 года, Корфу, Греция), почитается в лике преподобных, память совершается 10 ноября. Совершил таинство крещения над Паисием Святогорцем.

## Биография
Преподобный Арсений (в крещении Феодор) родился около 1840 в Каппадокийском селе Фарасы, в Турции. Отцом будущего святого был Елевферий Анницалихоса, учитель, мать — Варвара Франгопулу. В раннем возрасте Арсений осиротел и вместе со своим старшим братом Власием жил под опекой сестры матери. Учился в школе в городе Нигде, затем в семинарии в Смирне. Около 26-ти лет принял постриг в монастыре Иоанна Предтечи в Зинджи-Дере в Кесарии. Митрополитом Кессарии Паисием II был рукоположен в сан диакона и отправлен на родину, в Фарасы, для обучения детей. Педагогическая деятельность потребовала от него незаурядной изобретательности и дипломатичности, так как турки всячески препятствовали образованию греков.
В 1870 году был рукоположен в иеромонаха и стал архимандритом. После рукоположения он отправился в паломничество ко Святым Местам. Это и определило его турецкое прозвище — Хаджи-Эфенди.
Оставаясь в мирском окружении монахом, святой Арсений проводил аскетическую жизнь. Два дня в неделю, по средам и пятницам, проводил в затворе и усиленно молился. Это не мешало ему активно участвовать в жизни своих односельчан, для которых он был не только учителем и священником (под его попечением было несколько местных храмов), но и наставником христианской жизни.
Дар исцеления, которого сподобился преподобный, привлекал к нему не только греков, но и турок-мусульман. Он не отказывал никому. А так как в Фарасах не было врача, то все шли к святому Арсению и за телесным исцелением. Однако чрезмерная и искренняя любовь народа вынудила святого юродствовать.
В свою очередь патриархи Константинопольский и Иерусалимский предлагали Арсению занять епископские кафедры, но не получили на этого его согласия. Однако святой согласился исполнять обязанности экзарха Святого Гроба в Иерусалиме, помогая паломникам на Святую Землю. Так же он стал экзархом своего округа.
В 1924 году малоазиатские греки были вынуждены переселиться в Грецию, и Арсений отправился вместе со своей паствой. Скончался святой уже на греческой земле, на острове Керкира (Корфу), через 40 дней после прибытия туда, как и было предсказано им ещё в Турции.

## Прославление
Окруженный при жизни почитанием, после прибытия в Грецию из-за рассеяния своей паствы преподобный Арсений был на время предан забвению. Однако стараниями его духовного сына Паисия Святогорца мощи были обретены в октябре 1958 года. Долгое время хранились в Конице, где ещё проживали прибывшие из Фарас греки. В 1970 году отцом Паисием были перенесены в женский монастырь св. Иоанна Богослова в Суроти (недалеко от Фессалоник), где хранились в обычном сундуке у алтаря. Чудеса от мощей обратили внимание на святого. В 1971 году Паисием Святогорцем было написано житие преподобного Арсения. Канонизирован решением Константинопольского патриарха Дмитрия I и синода 11 февраля 1986 года. Почитается в Константинопольском патриархате и Элладской Православной церкви.
В настоящее время мощи Арсения находятся в монастыре Иоанна Богослова в Суроти.